# Mistrzostwa świata juniorów w boksie
Mistrzostwa świata juniorów w boksie (AIBA World Junior Boxing Championships) − zawody pięściarskie pod egidą AIBA, w których:
1) w latach 1979-2006 startowali zawodnicy w wieku 17-18 lat, a obecnie organizowane są pod nazwą młodzieżowych mistrzostw świata,
2) od 2009 roku startują zawodnicy w wieku 15-16 lat, a w latach 2001-2007 organizowane były pod nazwą mistrzostw świata kadetów.

## Mistrzostwa świata juniorów/kadetów (15-16 lat)
- Mistrzostwa Świata Juniorów w Boksie 2011,  Astana
- Mistrzostwa Świata Juniorów w Boksie 2009,  Erywań
- Mistrzostwa Świata Kadetów w Boksie 2007,  Baku
- Mistrzostwa Świata Kadetów w Boksie 2006,  Stambuł
- Mistrzostwa Świata Kadetów w Boksie 2005,  Liverpool
- Mistrzostwa Świata Kadetów w Boksie 2003,  Bukareszt
- Mistrzostwa Świata Kadetów w Boksie 2002,  Kecskemét
- Mistrzostwa Świata Kadetów w Boksie 2001,  Baku

## Mistrzostwa świata juniorów (17-18 lat)
- Mistrzostwa Świata Juniorów w Boksie 2006,  Agadir
- Mistrzostwa Świata Juniorów w Boksie 2004,  Czedżu
- Mistrzostwa Świata Juniorów w Boksie 2002,  Santiago de Cuba
- Mistrzostwa Świata Juniorów w Boksie 2000,  Budapeszt
- Mistrzostwa Świata Juniorów w Boksie 1998,  Buenos Aires
- Mistrzostwa Świata Juniorów w Boksie 1996,  Hawana
- Mistrzostwa Świata Juniorów w Boksie 1994,  Stambuł
- Mistrzostwa Świata Juniorów w Boksie 1992,  Montreal
- Mistrzostwa Świata Juniorów w Boksie 1990,  Lima
- Mistrzostwa Świata Juniorów w Boksie 1989,  Bayamon
- Mistrzostwa Świata Juniorów w Boksie 1987,  Hawana
- Mistrzostwa Świata Juniorów w Boksie 1985,  Bukareszt
- Mistrzostwa Świata Juniorów w Boksie 1983,  Santo Domingo
- Mistrzostwa Świata Juniorów w Boksie 1979,  Jokohama